# Tegastes clausi
Tegastes clausi är en kräftdjursart som beskrevs av Georg Ossian Sars 1904. Tegastes clausi ingår i släktet Tegastes och familjen Tegastidae. Arten är reproducerande i Sverige. Inga underarter finns listade i Catalogue of Life.